# Constantine John Phipps
Constantine John Phipps, 2º barón de Mulgrave, PC (19 de mayo de 1744-Lieja, 10 de octubre de 1792) fue un capitán de la Royal Navy, explorador del Ártico y botánico inglés. Sirvió durante la Guerra de los Siete Años y la Guerra de Independencia de los Estados Unidos, tomando acción en numerosas batallas y encontronazos. Inherente a su título nobiliario, tuvo una exitosa carrera en el Parlamento, ocupando varios cargos políticos en sus últimos años.

## Familia y primeros años
Phipps nació el 19 de mayo de 1744, hijo mayor de Constantine Phipps, 1.er barón de Mulgrave y de su esposa, Lepell Phipps. Phipps estudió en el Eton College con Joseph Banks, pero en enero de 1759 se unió al velero de 70 cañones como cadete a las órdenes de su tío, el capitán Augustus J. Hervey, durante la vigilancia de 21 semanas de Hervey sobre la flota francesa en 1759. Phipps permaneció con su tío en el siguiente puesto en la nave de 74 cañones HMS Dragon (1760) en 1761, estando presente en la conocida como «Expedición de la toma de Martinica y de Santa Lucia». Con su buen desempeño fue promovido a teniente el 17 de marzo de 1762 por Sir George Rodney, y Phipps va a cumplir servicio en la batalla de La Habana.
Luego fue promovido el 24 de noviembre de 1763 para comandar el navío de 12 cañones HMS Diligence (1756), pasando luego al de 24 cañones HMS Terpsichore (1760) el 20 de junio de 1765. En 1766 navegó a la isla de Terranova como teniente de navío de la HMS Niger (1759). Banks lo acompañó como naturalista. De 1767 a 1768 Phipps comandó la HMS Boreas (1757) en el canal de la Mancha.
Phipps fue elegido al Parlamento en la «Elección general de 1768» como miembro constituyente de Lincoln.

## El viaje hacia el Polo Norte

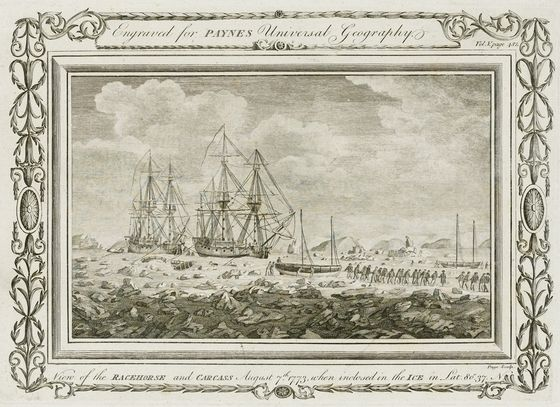
'View of the Racehorse and Carcass August 7th 1773, when inclosed in the ice in Lat. 80o 37.N. Grabado de la Universal Geography de Payne', Vol V, pag. 481'.

Phipps se presentó como voluntario para liderar una expedición de la Royal Navy al Polo Norte que tenía por misión comprobar la existencia de un mar polar abierto, una teoría entonces en boga defendida por el geógrafo suizo Samuel Enger (1702-84), que creía en la imposibilidad de que el agua de mar permaneciese congelada a altas latitudes. De ser cierta, eso permitiría encontrar una nueva ruta hacia las Indias orientales, que haría aún más corta la ruta del ansiado Paso del Noroeste. La expedición iba equipada de buen instrumental científico y tenía precisas instrucciones para hacer observaciones relativas a la botánica y la historia natural.
El 4 de junio de 1773 Phipps partió de Deptford al mando de dos naves: la HMS Racehorse y la HMS Carcass (1759), comandada por Skeffington Lutwidge. Phipps llevaba al doctor Irving como naturalista y médico y a Israel Lyons  (1739-75) como astrónomo. En su tripulación, a bordo del HMS Carcass, participaba un joven Horatio Nelson. Navegaron cerca del archipiélago de Svalbard y hacia las islas Sjuøyane, pero se vieron obligados a retroceder por el hielo retornando a Orfordness el 17 de septiembre. Durante este viaje Phipps fue el primer europeo en describir el oso polar y la gaviota blanca (Pagophila eburnea), siendo incluidos en el relato del viaje, A Voyage towards the North Pole: undertaken by His Majesty's command, 1773 (Londres: Impreso por W. Bowyer y J. Nichols para J. Nourse, 1774).
La mayor parte de las muestras científicas que recogeieron se perdieron en una tormenta en el viaje de vuelta. El viaje fue considerado un fracaso y no lograron ir más allá de los 80° 48'N aunque más tarde fue reivindicado y considerado «the first purely geographical Arctic expedition... in intention, a purely scientifics mission....» (Sir Martin Conway, 1906:283).

## Carrera política
El 13 de septiembre de 1775, sucedió a su padre como «barón de Mulgrave» (Irlanda). Será MP por Huntingdon en 1777, y ascendió como uno de los Lores del Almirantazgo. Continuando su carrera naval, fue comisionado al navío de 74 cañones HMS Courageux (1761) en 1778, jugando un rol de liderazgo en la batalla de Ouessant el 27 de julio de ese año. Phipps lideró el ataque contra el buque de 90 cañones Ville de Paris, pero los franceses lograron escapar. Phipps retornó a Bretaña y pasó por una corte marcial, logrando salir airoso. Y el HMS Courageux permaneció bajo su comando hasta 1781, con Phipps sirviendo mayormente en el Canal a las órdenes de los almirantes Charles Hardy, Francis Geary, George Darby y de Richard Howe. El 4 de enero de 1781 capturó la fragata francesa de 32 cañones Minerve, con mar bravío, en Brest. El HMS Courageux fue decomisado al final de la Guerra de Independencia de los Estados Unidos, y Phipps quedó en tierra, y nunca más volvió al mar.

## Últimos años
Phipps fue miembro del Consejo Privado del Reino Unido (MP) por Huntingdon hasta 1784, cuando pasó a MP por Newark. En abril de ese año fue pagador de las Fuerzas Armadas y el 18 de mayo fue comisionado para los asuntos de la India, y uno de los Lores del «Mercadeo y de las Plantaciones», hasta verse forzado a resignar en 1791 debido a su mala salud. Creó el baronazgo de Mulgrave en los Pares de Gran Bretaña en 1790, y fue miembro de la Royal Society y de la Sociedad de Anticuarios de Londres.
Falleció en Lieja el 10 de octubre de 1792. El título de barón de Mulgrave en los Pares de Gran Bretaña quedó extinto, aunque su hermano Henry Phipps lo sucedió en el baronazgo de Irlanda.

## Honores

### Epónimos
Género
- (Poaceae) Phippsia (Trin.) R.Br.[3]

Especies
- (Eriospermaceae) Eriospermum phippsii Wild[4]
- (Poaceae) Panicum phippsii Renvoize[5]
- (Rosaceae) Crataegus phippsii O'Kennon[6]

- La abreviatura «Phipps» se emplea para indicar a Constantine John Phipps como autoridad en la descripción y clasificación científica de los vegetales.[7]